# فيكتور سا
جواو فيكتور سانتوس سا هو لاعب كرة قدم برازيلي، ولد في 27 مارس 1994 في ساو جوزيه دوس كامبوس في البرازيل. لعب مع الجزيرة الإماراتي.

## وصلات خارجية
- جواو فيكتور (لاعب كرة قدم) على موقع الاتحاد الأوربي (الإنجليزية)
- جواو فيكتور (لاعب كرة قدم) على موقع قاعدة بيانات كرة القدم.إي يو (الإنجليزية)
- جواو فيكتور (لاعب كرة قدم) على موقع ليكيب (الفرنسية)
- جواو فيكتور (لاعب كرة قدم) على موقع Soccerway.com (الإنجليزية)
- جواو فيكتور (لاعب كرة قدم) على موقع عالم كرة القدم.نت (الإنجليزية)